# Archidium
Archidium, rod pravih mahovina koji čini samostalnu porodicu (Archidiaceae) i red (Archidiales). Raširene su širom svijeta osim Antarktike. 
To su poglavito zelene sitne mahovine koje je lako pobrkati s rodom Pleuridium, a oba roda tipično koloniziraju tlo na otvorenim mjestima i imaju jajoliko–lancetaste ili lancetaste (kopljaste) listove. Kapsule su tipično jajolike

## Vrste
1. Archidium acanthophyllum Snider
2. Archidium acauloides G. Schwab
3. Archidium alternifolium (Dicks. ex Hedw.) Schimp.
4. Archidium amplexicaule Müll. Hal.
5. Archidium andersonianum Snider
6. Archidium birmannicum Mitt. ex Dixon
7. Archidium brevinerve P. de la Varde
8. Archidium capense Hornsch.
9. Archidium clarksonianum I.G. Stone
10. Archidium clavatum I.G. Stone
11. Archidium cubense R.S. Williams
12. Archidium dinteri (Irmsch.) Snider
13. Archidium donnellii Austin
14. Archidium elatum Dixon & Sainsbury
15. Archidium hallii Austin
16. Archidium indicum Hampe & Müll. Hal.
17. Archidium johannis-negrii Tongiorgi
18. Archidium julaceum Müll. Hal.
19. Archidium julicaule Müll. Hal.
20. Archidium laterale Bruch
21. Archidium laxirete P. de la Varde
22. Archidium microthecium Dixon & P. de la Varde
23. Archidium minus (Renauld & Cardot) Snider
24. Archidium minutissimum I.G. Stone
25. Archidium muellerianum Snider
26. Archidium oblongifolium D.F. Peralta, A.B.M. Rios & Goffinet
27. Archidium ohioense Schimp. ex Müll. Hal.
28. Archidium rehmannii Mitt.
29. Archidium rothii Watts ex G. Roth
30. Archidium stellatum I.G. Stone
31. Archidium subulatum Müll. Hal.
32. Archidium tenerrimum Mitt.
33. Archidium thalliferum I.G. Stone
34. Archidium wattsii (Broth.) I.G. Stone
35. Archidium yunnanense Arts & Magill